# Introd

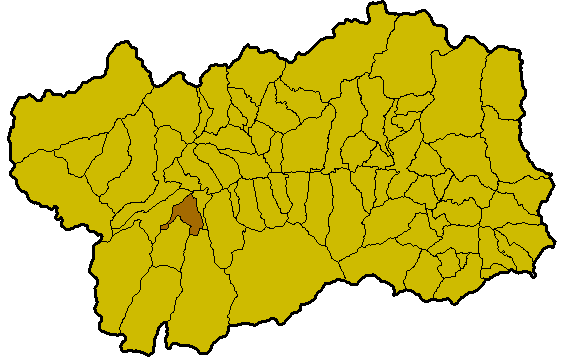
Ubicación del municipio de Introd en el Valle de Aosta.

Introd  es una localidad italiana de la provincia de Aosta, región de Valle de Aosta, con 618 habitantes.

## Evolución demográfica
| Gráfica de evolución demográfica de Introd entre 1861 y 2001 |
|                                                              |
| Fuente ISTAT - elaboración gráfica de Wikipedia              |